# Hylarana
Hylarana – rodzaj płazów bezogonowych z rodziny żabowatych (Ranidae).

## Zasięg występowania
Rodzaj obejmuje gatunki występujące w Czarnej Afryce na południe do Namibii i Zimbabwe; w subtropikalnej i tropikalnej Azji, do całego obszaru szelfu kontynentalnego Sunda i Filipin oraz do Australii.

## Systematyka
Rodzaj zdefiniował w 1838 roku szwajcarski przyrodnik i podróżnik Johann Jakob von Tschudi w publikacji własnego autorstwa poświęconej klasyfikacji systematycznej płazów bezogonowych z włączeniem gatunków kopalnych. Gatunkiem typowym jest (oznaczenie monotypowe) żaba czerwonoucha (H. erythraea).

### Etymologia
- Hylarana (Hylorana): zbitka wyrazowa nazw rodzajów: Hyla Laurenti, 1768 oraz Rana Linnaeus, 1758[2].
- Limnodytes: gr. λιμνη limnē ‘bagno’[18]; δυτης dutēs ‘nurek’, od δυω duō ‘zanurzać się’[19].
- Hydrophylax: gr. ὑδρο- hudro- ‘wodny-’, od ὑδωρ hudōr, ὑδατος hudatos ‘woda’[20]; φυλαξ phulax, φυλακος phulakos  ‘stróż, strażnik, obserwator’, od φυλασσω phulassō ‘trzymać straż’[21]. Gatunek typowy (oryginalne oznaczenie): Rana malabarica Tschudi, 1838.
- Zoodioctes: gr. ζωον zōon ‘zwierzę’[22]; διωκτης diōktēs ‘prześladowca’, od διωκω diōkō ‘gonić, ścigać’[23].
- Pterorana: gr. πτερον pteron ‘skrzydło’[24]; łac. rana ‘żaba’[25]. Gatunek typowy (oznaczenie monotypowe): Pterorana khare Kiyasetuo & Khare, 1986.
- Tenuirana: łac. tenuis, tenue ‘cienki, delikatny, drobny’[26]; rana ‘żaba’[25]. Gatunek typowy (oryginalne oznaczenie): Rana taipehensis Van Denburgh, 1909.
- Amnirana: łac. amnis „rzeka”; rodzaj Rana Linnaeus, 1758[9]. Gatunek typowy (oryginalne oznaczenie): Rana amnicola Perret, 1977.
- Humerana: epitet gatunkowy Rana humeralis Boulenger, 1887 (łac. humeralis ‘z barków’, od umerus ‘barki’[27]); rodzaj Rana Linnaeus, 1758[9]. Gatunek typowy (oryginalne oznaczenie): Rana humeralis Boulenger, 1887.
- Papurana: ang. Papua ‘Papua’; rodzaj Rana Linnaeus, 1758[10]. Gatunek typowy (oryginalne oznaczenie): Rana papua Lesson, 1830.
- Pulchrana: łac. pulcher, pulchra ‘piękny’; rodzaj Rana Linnaeus, 1758[11]. Gatunek typowy (oryginalne oznaczenie): Polypedates signatus Günther, 1872.
- Sylvirana: łac. silva ‘las, teren lesisty’; rodzaj Rana Linnaeus, 1758[11]. Gatunek typowy (oryginalne oznaczenie): Lymnodytes nigrovittatus Blyth, 1855.
- Chalcorana: epitet gatunkowy Hyla chalconotus Schlegel, 1837 (gr. χαλκος khalkos ‘brąz, miedź’[28]; νωτον nōton ‘tył, grzbiet’[29]); rodzaj Rana Linnaeus, 1758[12]. Gatunek typowy (oryginalne oznaczenie): Hyla chalconota Schlegel, 1837.
- Tylerana: Michael James Tyler (ur. 1937), australijski herpetolog; łac. rana ‘żaba’[13]. Gatunek typowy (oryginalne oznaczenie): Rana jimiensis Tyler, 1963.
- Boulengerana: George Albert Boulenger (1858–1937), belgijsko-brytyjski zoolog; łac. rana ‘żaba’[14]. Gatunek typowy (oryginalne oznaczenie): Rana guentheri Boulenger, 1882.
- Indosylvirana: łac. India ‘Indie’; rodzaj Sylvirana Dubois, 1992[15]. Gatunek typowy (oryginalne oznaczenie): Rana flavescens Jerdon, 1853.
- Bijurana: Sathyabhama Das Biju (ur. 1963), indyjski herpetolog; łac. rana ‘żaba’[16]. Gatunek typowy (oryginalne oznaczenie): Hylorana nicobariensis Stoliczka, 1870.

### Podział systematyczny
Do rodzaju należą następujące gatunki:

- Hylarana adiscifera (Schmidt & Inger, 1959)
- Hylarana albolabris (Hallowell, 1856)
- Hylarana amnicola Perret, 1977
- Hylarana annamitica (Sheridan & Stuart, 2018)
- Hylarana arfaki (Meyer, 1875)
- Hylarana asperrima Perret, 1977
- Hylarana attigua (Inger, Orlov & Darevsky, 1999)
- Hylarana aurantiaca (Boulenger, 1904)
- Hylarana aurata (Günther, 2003)
- Hylarana bahuvistara (Padhye, Jadhav, Modak, Nameer & Dahanukar, 2015)
- Hylarana banjarana (Leong & Lim, 2003)
- Hylarana bannanica (Rao & Yang, 1997)
- Hylarana baramica (Boettger, 1900)
- Hylarana caesari Biju, Garg, Mahony, Wijayathilaka, Senevirathne & Meegaskumbura, 2014
- Hylarana celebensis (Peters, 1872)
- Hylarana centropeninsularis Chan, Brown, Lim, Ahmad & Grismer, 2014
- Hylarana chalconota (Schlegel, 1837)
- Hylarana chitwanensis (Das, 1998)
- Hylarana cubitalis (Smith, 1917)
- Hylarana daemeli Steindachner, 1868
- Hylarana darlingi (Boulenger, 1902)
- Hylarana debussyi (Van Kampen, 1910)
- Hylarana doni Biju, Garg, Mahony, Wijayathilaka, Senevirathne & Meegaskumbura, 2014
- Hylarana elberti (Roux, 1911)
- Hylarana erythraea (Schlegel, 1837) – żaba czerwonoucha[30]
- Hylarana eschatia (Inger, Stuart & Iskandar, 2009)
- Hylarana faber (Ohler, Swan & Daltry, 2002)
- Hylarana fantastica (Arifin, Cahyadi, Smart, Jankowski & Haas, 2018)
- Hylarana flavescens (Jerdon, 1853)
- Hylarana florensis (Boulenger, 1897)
- Hylarana fonensis (Rödel & Bangoura, 2004)
- Hylarana galamensis (Duméril & Bibron, 1841)
- Hylarana garoensis (Boulenger, 1920)
- Hylarana garritor (Menzies, 1987)
- Hylarana glandulosa (Boulenger, 1882)
- Hylarana gracilis (Gravenhorst, 1829)
- Hylarana grandocula (Taylor, 1920)
- Hylarana grisea (Van Kampen, 1913)
- Hylarana guentheri (Boulenger, 1882)
- Hylarana guttmani Brown, 2015
- Hylarana humeralis (Boulenger, 1887)
- Hylarana indica (Biju, Garg, Mahony, Wijayathilaka, Senevirathne & Meegaskumbura, 2014)
- Hylarana intermedia (Rao, 1937)
- Hylarana jimiensis (Tyler, 1963)
- Hylarana khare (Kiyasetuo & Khare, 1986)
- Hylarana kreffti (Boulenger, 1882)
- Hylarana labialis (Boulenger, 1887)
- Hylarana lacrima (Sheridan & Stuart, 2018)
- Hylarana lateralis (Boulenger, 1887)
- Hylarana laterimaculata (Barbour & Noble, 1916)
- Hylarana latouchii (Boulenger, 1899)
- Hylarana lemairei (De Witte, 1921)
- Hylarana leptoglossa (Cope, 1868)
- Hylarana lepus (Andersson, 1903)
- Hylarana macrodactyla Günther, 1858
- Hylarana macrops (Boulenger, 1897)
- Hylarana magna Biju, Garg, Mahony, Wijayathilaka, Senevirathne & Meegaskumbura, 2014
- Hylarana malabarica (Tschudi, 1838)
- Hylarana malayana (Sheridan & Stuart, 2018)
- Hylarana mangyanum (Brown & Guttman, 2002)
- Hylarana maosonensis Bourret, 1937
- Hylarana margariana Anderson, 1879
- Hylarana megalonesa (Inger, Stuart & Iskandar, 2009)
- Hylarana melanomenta (Taylor, 1920)
- Hylarana milleti (Smith, 1921)
- Hylarana milneana (Loveridge, 1948)
- Hylarana miopus (Boulenger, 1918)
- Hylarana mocquardii (Werner, 1901)
- Hylarana moellendorffi (Boettger, 1893)
- Hylarana moluccana (Boettger, 1895)
- Hylarana montana (Rao, 1922)
- Hylarana montivaga (Smith, 1921)
- Hylarana montosa (Sheridan & Stuart, 2018)
- Hylarana mortenseni (Boulenger, 1903)
- Hylarana nicobariensis Stoliczka, 1870
- Hylarana nigrovittata (Blyth, 1856)
- Hylarana novaeguineae (Van Kampen, 1909)
- Hylarana oatesii (Boulenger, 1892)
- Hylarana occidentalis Perret, 1960
- Hylarana papua (Lesson, 1829)
- Hylarana parkeriana (Mertens, 1938)
- Hylarana parva (Griesbaum, Jongsma, Penner, Kouamé, Doumbia, Gonwouo, Hillers, Glos, Blackburn & Rödel, 2023)
- Hylarana parvaccola (Inger, Stuart & Iskandar, 2009)
- Hylarana persimilis (Van Kampen, 1923)
- Hylarana picturata (Boulenger, 1920)
- Hylarana raniceps (Peters, 1871)
- Hylarana rawa Matsui, Mumpuni & Hamidy, 2012
- Hylarana roberti (Sheridan & Stuart, 2018)
- Hylarana rufipes (Inger, Stuart & Iskandar, 2009)
- Hylarana serendipi Biju, Garg, Mahony, Wijayathilaka, Senevirathne & Meegaskumbura, 2014
- Hylarana siberu (Dring, McCarthy & Whitten, 1990)
- Hylarana signata (Günther, 1872)
- Hylarana similis (Günther, 1873)
- Hylarana spinulosa (Smith, 1923)
- Hylarana sreeni Biju, Garg, Mahony, Wijayathilaka, Senevirathne & Meegaskumbura, 2014
- Hylarana sundabarat Chan, Abraham, Grismer & Brown, 2020
- Hylarana supragrisea (Menzies, 1987)
- Hylarana taipehensis (Van Denburgh, 1909)
- Hylarana temporalis (Günther, 1864)
- Hylarana tytleri Theobald, 1868
- Hylarana urbis Biju, Garg, Mahony, Wijayathilaka, Senevirathne & Megaskumbura, 2014
- Hylarana volkerjane (Günther, 2003)
- Hylarana waliesa (Kraus & Allison, 2007)